# Dřišťálovité
Dřišťálovité (Berberidaceae) je čeleď vyšších dvouděložných rostlin z řádu pryskyřníkotvaré (Ranunculales). Zahrnuje asi 700 druhů ve 13 rodech a je rozšířena zejména v mírném pásu severní polokoule. Dřišťálovité jsou byliny i dřeviny s jednoduchými nebo složenými listy a pravidelnými květy. V přírodě České republiky čeleď zastupuje jediný druh: dřišťál obecný. Někteří zástupci jsou pěstováni jako okrasné rostliny, zejména dřišťály, mahónie a škornice.

## Popis
Dřišťálovité jsou opadavé i stálezelené keře (vzácně stromy) nebo vytrvalé byliny. Odění se skládá z jednoduchých chlupů. Listy jsou střídavé (vstřícné u rodu nohoplod), jednoduché nebo složené, celokrajné nebo na okraji pilovité či ostnitě pilovité, někdy redukované na ostny. Čepel listů je celistvá nebo laločnatá. Palisty většinou chybějí. Žilnatina je zpeřená nebo dlanitá.
Květy jsou oboupohlavné, pravidelné, ve vrcholových nebo úžlabních hroznech, latách, vrcholících nebo klasech. Okvětí je rozlišené na kalich a korunu. Kališních lístků je nejčastěji 6 nebo 4. Koruna je složena ze 4 nebo 6 lístků ve 2 kruzích, vnitřní kruh je někdy interpretován jako petaloidní staminodia. Korunní lístky mohou být ploché, kápovité nebo i ostruhaté. U některých zástupců je vnitřní kruh koruny redukován na šupinky nebo i zcela chybí.
Tyčinek je nejčastěji 6 (příp. 4 až mnoho), jsou volné a obvykle postavené proti okvětním lístkům. Semeník je tvořen jediným svrchním pestíkem, obsahujícím obvykle mnoho vajíček, výjimečně jen jedno. Blizna je hlavatá nebo trojlaločná. Plodem je bobule, u některých zástupců vysychající, řidčeji tobolka nebo měchýřek. Semena mají často míšek.

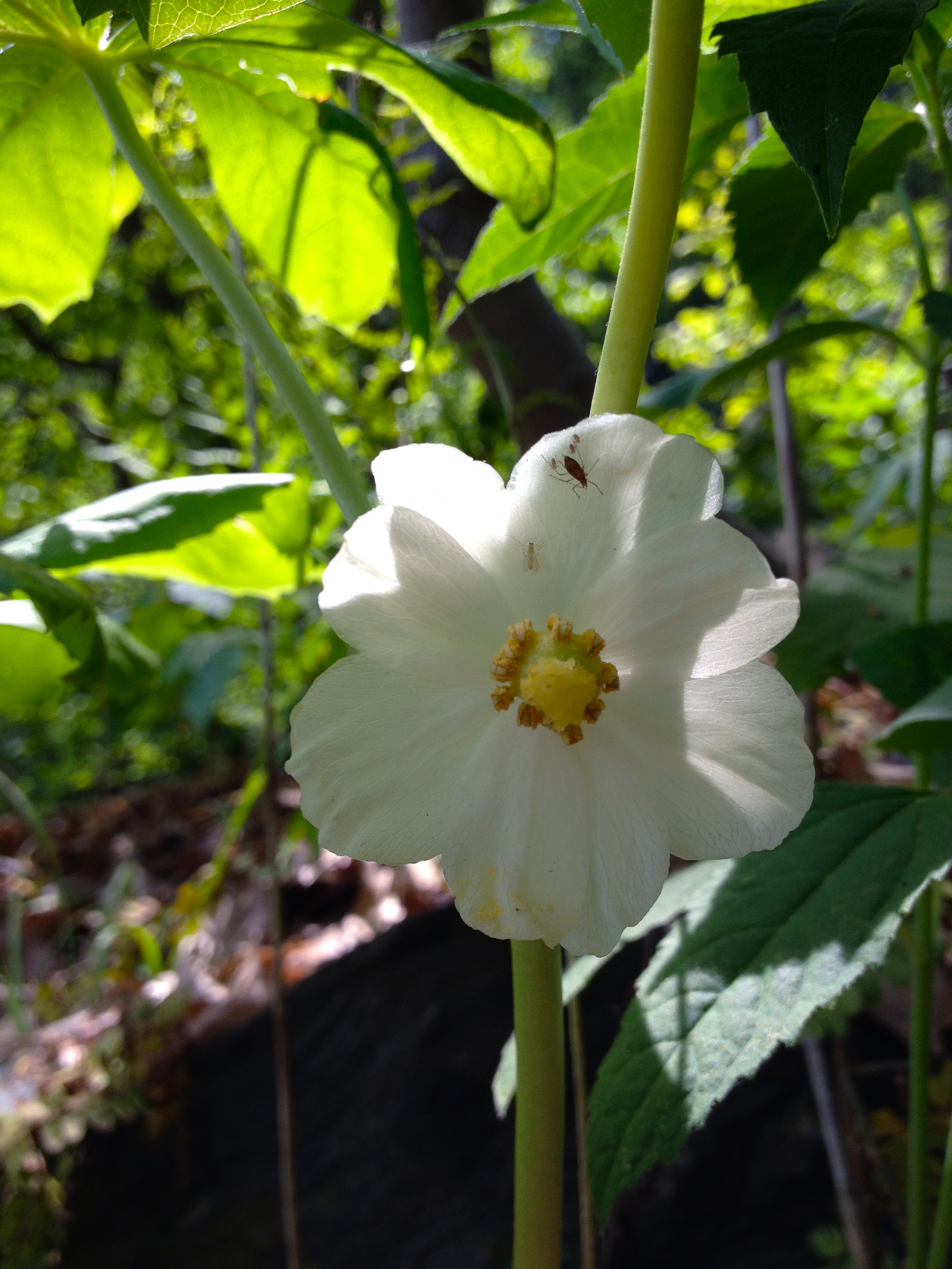
Noholist štítnatý (Podophyllum peltatum)
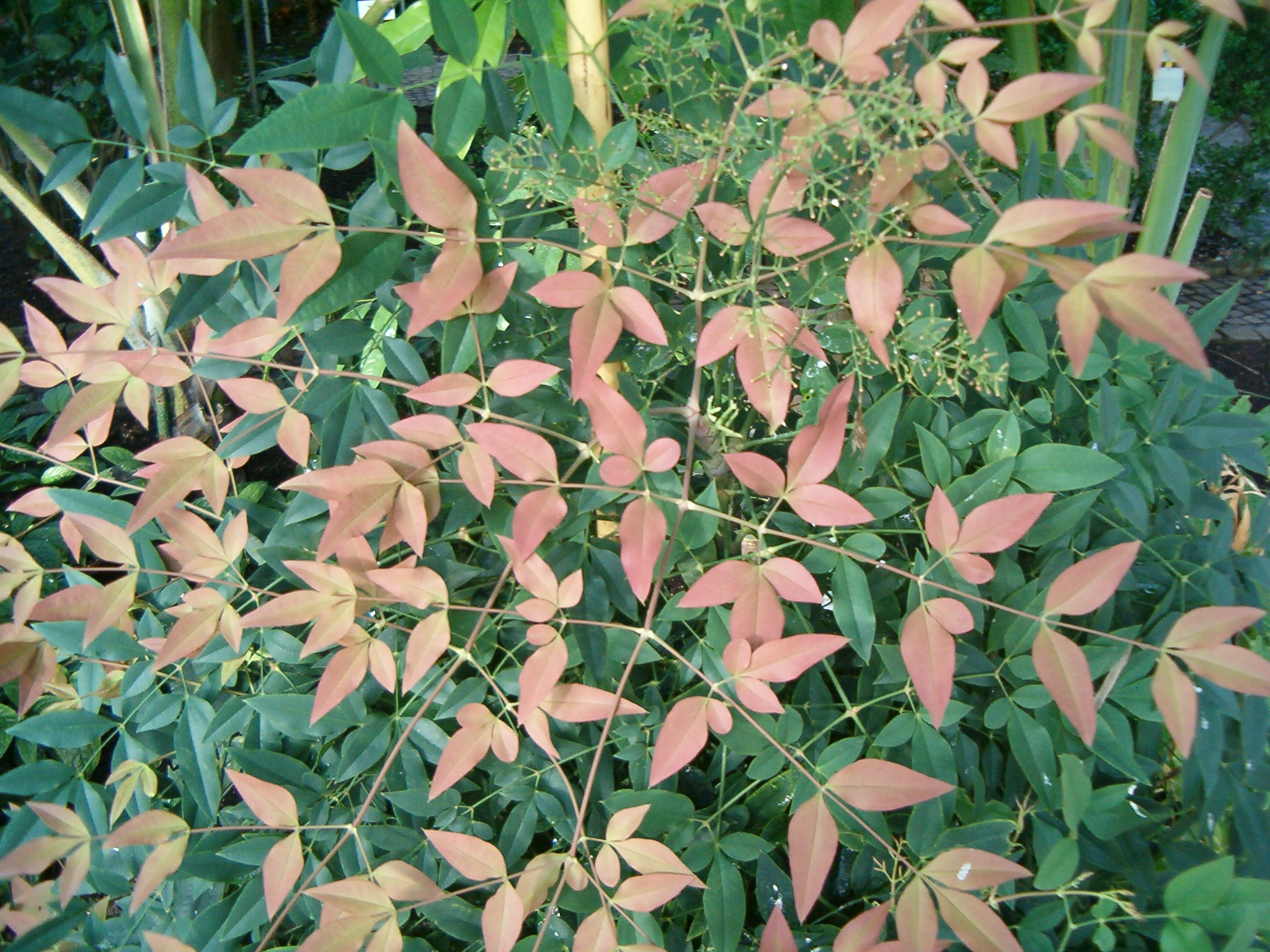
Nandina domestica
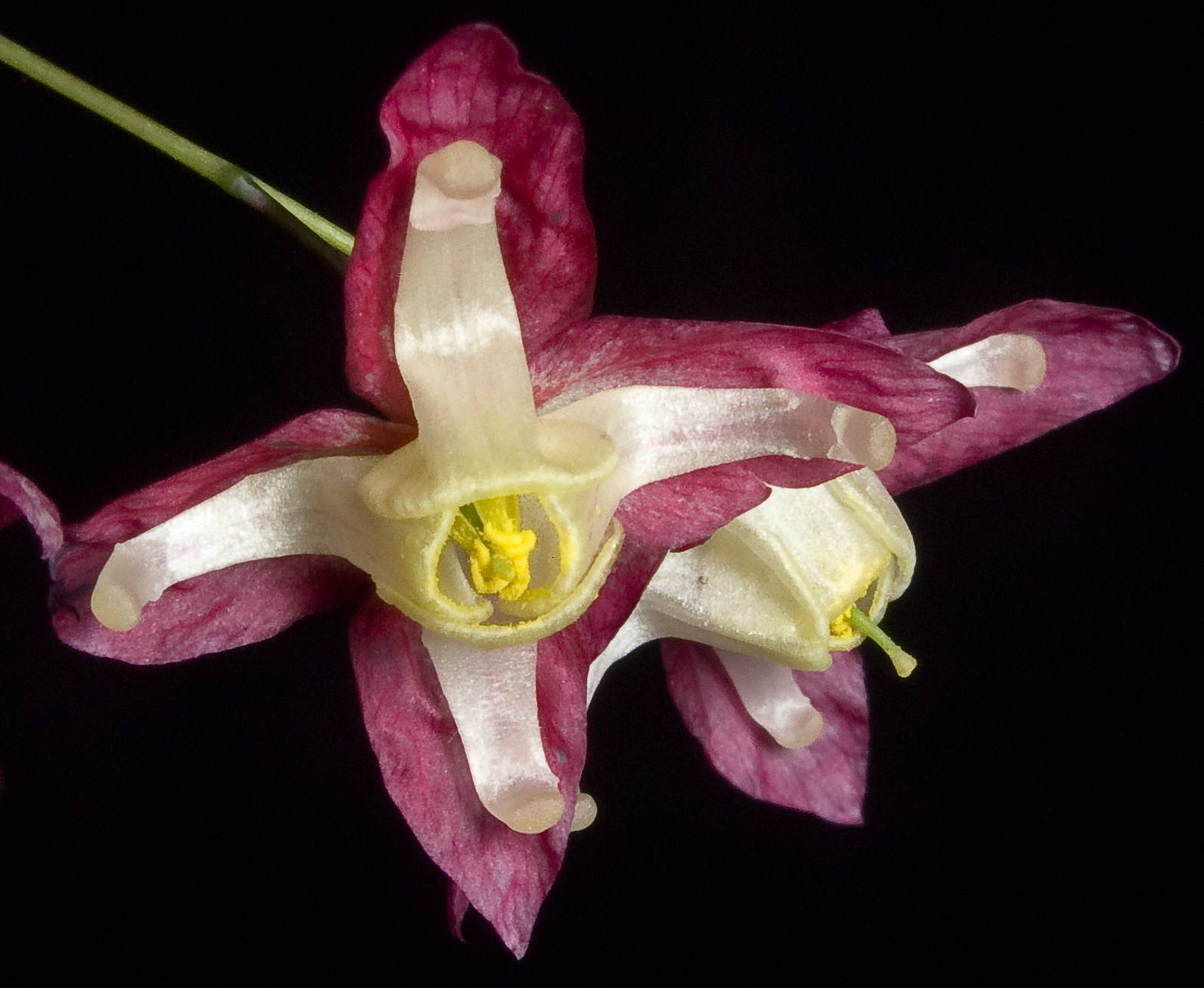
Detail květu škornice Epimedium x rubrum

## Rozšíření
Čeleď zahrnuje přes 700 druhů ve 13 rodech. Největší rody jsou dřišťál (Berberis, asi 600 druhů), škornice (Epimedium, 65) a mahónie (Mahonia, 45 druhů). Centrum rozšíření je v severním mírném pásu, čeleď je však zastoupena na všech kontinentech s výjimkou Austrálie. Největší počet druhů se vyskytuje ve východní Asii a ve východních oblastech Severní Ameriky. Řada rodů má výrazně disjunktní areál mezi těmito dvěma oblastmi: noholist (Podophyllum), jefersonie (Jeffersonia), kohoš (Caulophyllum), dvoulistník (Diphylleia), resp. mezi východní Asií a západní Severní Amerikou (Achlys). Výhradně v Severní Americe se vyskytuje jen rod Vancouveria. Mimo Holarktis jsou izolované areály v Jižní Americe (souvisleji v Andách), tropické jižní a jihovýchodní Asii a ve střední Africe.
V České republice je jediným původním zástupcem této čeledi dřišťál obecný (Berberis vulgaris). V květeně Evropy se vyskytuje celkem 8 druhů v 5 rodech, převážně ve východním Středomoří. Mimo dřišťálu obecného jsou to další 2 druhy dřišťálu (Berberis aetnensis a B. cretica), 2 druhy škornice (Epimedium pubigerum a alpská E. alpinum), Bongardia chrysogonum, Gymnospermium altaicum a Leontice leontopetalum. V Severní Americe je zastoupeno 8 původních rodů dřišťálovitých, většina z nich s výjimkou dřišťálu a mahónie je zastoupena pouze 1 nebo nejvýše 3 druhy. Ve Střední a Jižní Americe jsou zastoupeny 2 rody. Dřišťál se vyskytuje v počtu asi 200 druhů v Andách až po nejjižnější cíp Jižní Ameriky, v pohořích Střední Ameriky a v jihovýchodní Brazílii. Mahónie přesahuje ze Severní Ameriky do Střední Ameriky (po Kostariku).

## Ekologické interakce
Květy jsou opylovány různými druhy hmyzu, nejčastěji včelami. Nektar se tvoří ve vnitřním kruhu korunních lístků. Semena rozšiřují ptáci a savci, které lákají často nápadně zbarvené plody.

## Obsahové látky
Dřevo dřevnatých zástupců dřišťálovitých je často zabarveno do žluta přítomností isochinolinového alkaloidu berberinu.

## Taxonomie
V některých starších systémech zahrnovala čeleď dřišťálovité jen 4 rody (Berberis, Epimedium, Mahonia, Vancouveria). Ostatní rody byly řazeny do jiných čeledí: Leonticaceae (Bongardia, Caulophyllum, Gymnospermium, Leontice), Nandinaceae (Nandina) a Podophyllaceae (Achlys, Diphylleia, Dysosma, Jeffersonia, Podophyllum, Ranzania).
Rod mahónie (Mahonia) byl podle novějších výzkumů vřazen do rodu dřišťál (Berberis), od něhož se odlišuje zejména zpeřenými listy.
Sesterskou větví je podle fylogenetických studií čeleď pryskyřníkovité (Ranunculaceae).
Podle současného pojetí na základě systému APG je čeleď dřišťálovité dělena na 3 podčeledi:
- Podophylloideae – 75 druhů v 8 rodech, Eurasie a Severní Amerika (škornice, nohoplod aj.)
- Nandinoideae – 15 druhů ve 4 rodech, Eurasie (nandina aj.)
- Berberidoideae – asi 600 druhů ve 2 rodech, Holarktis, Jižní Amerika, Afrika (dřišťál, mahónie)[5]

## Zástupci
- bongardie (Bongardia)
- dvoulistník (Diphylleia, syn. Podophyllum)
- dřišťál (Berberis)
- jefersonie (Jeffersonia)
- kohoš (Caulophyllum)
- leontička (Leontice)
- mahónie (Mahonia, syn. Berberis)
- mahoniodřišťál (×Mahoberberis, syn. Berberis)
- nandina (Nandina)
- noholist (Podophyllum)
- škornice (Epimedium)[10][11]

## Význam

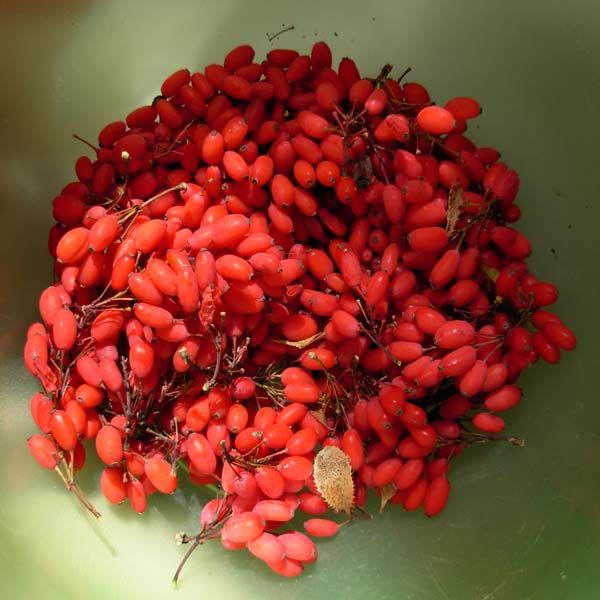
Plody dřišťálu obecného

Žluté barvivo z našeho domácího dřišťálu obecného se dříve používalo k barvení kůží a vlny. Kyselé plody mají vysoký obsah vitamínu C a jsou místně zavařovány. Kůra z kořenů byla v minulosti používána v lékařství.
Mnohé druhy dřišťálu a některé druhy mahónie jsou v ČR pěstovány jako stálezelené nebo opadavé okrasné keře. Mezi nejčastěji pěstované druhy náleží dřišťál Thunbergův (Berberis thunbergii), dřišťál Juliin (Berberis julianae) a mahónie cesmínolistá (Mahonia aquifolium). Oblíbenou a často pěstovanou trvalkou je škornice (Epimedium), vzácněji se pěstuje i noholist (Podophyllum).

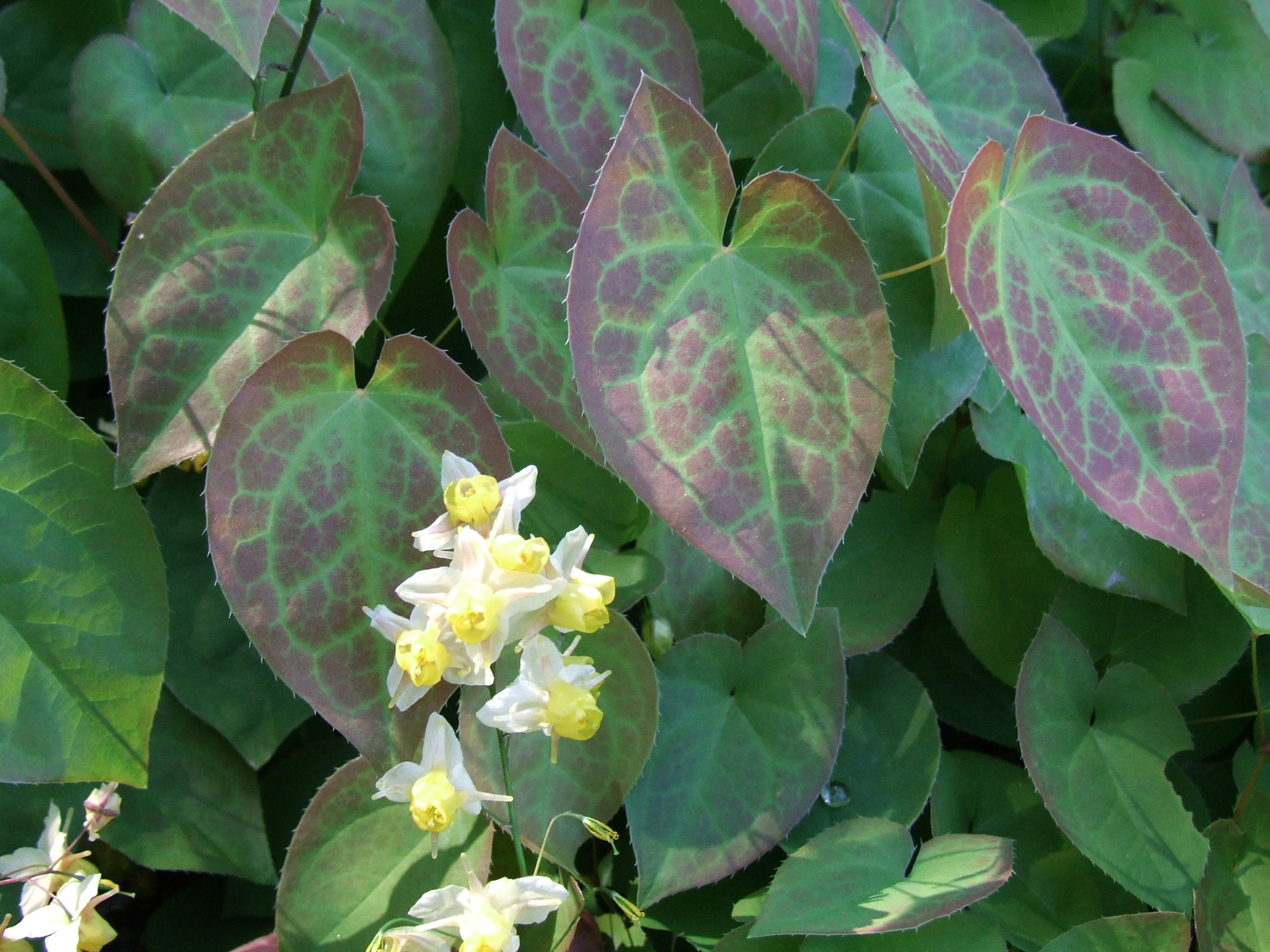
Škornice Epimedium pubigerum
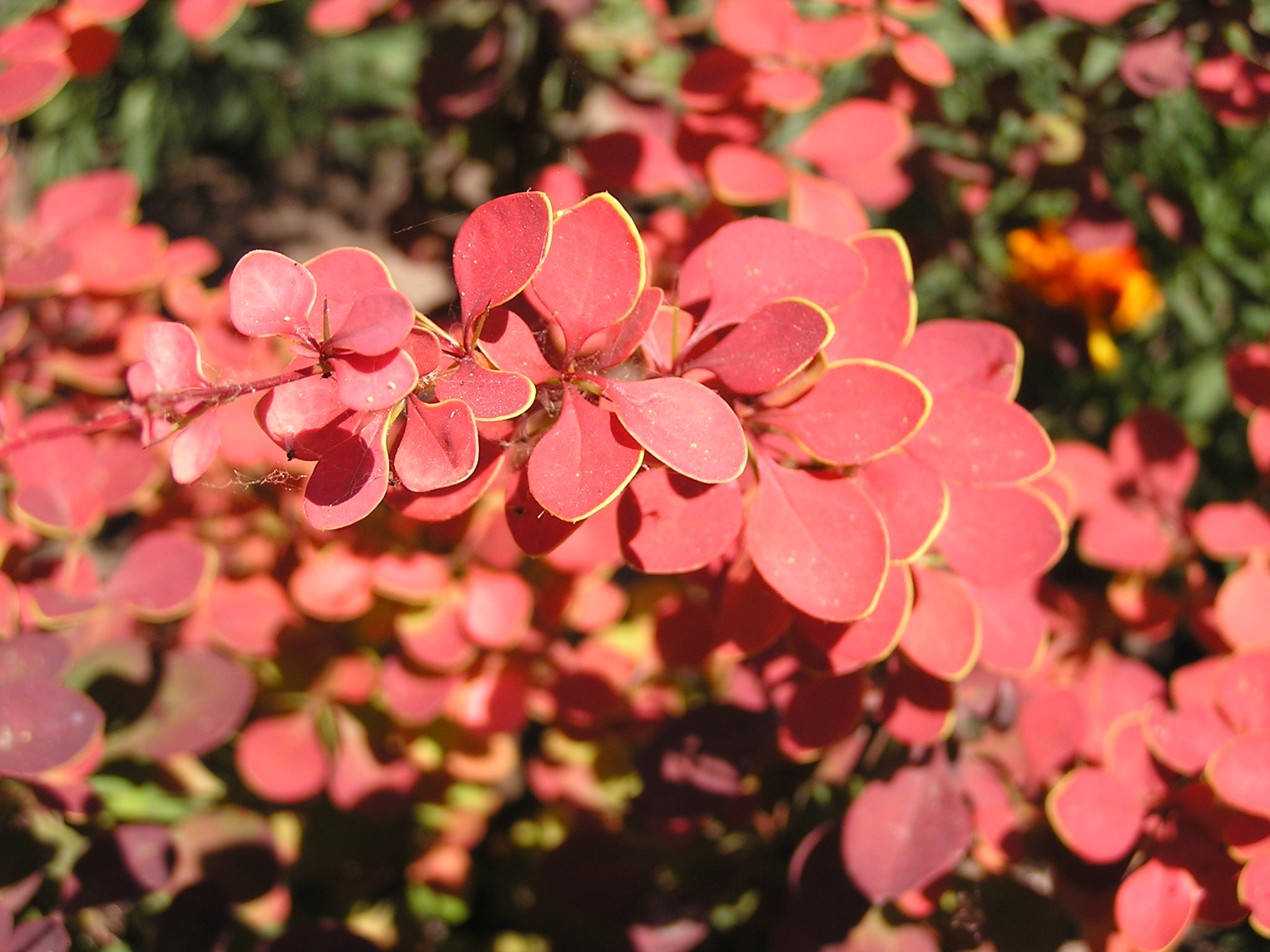
Okrasný kultivar dřišťálu Thunbergova
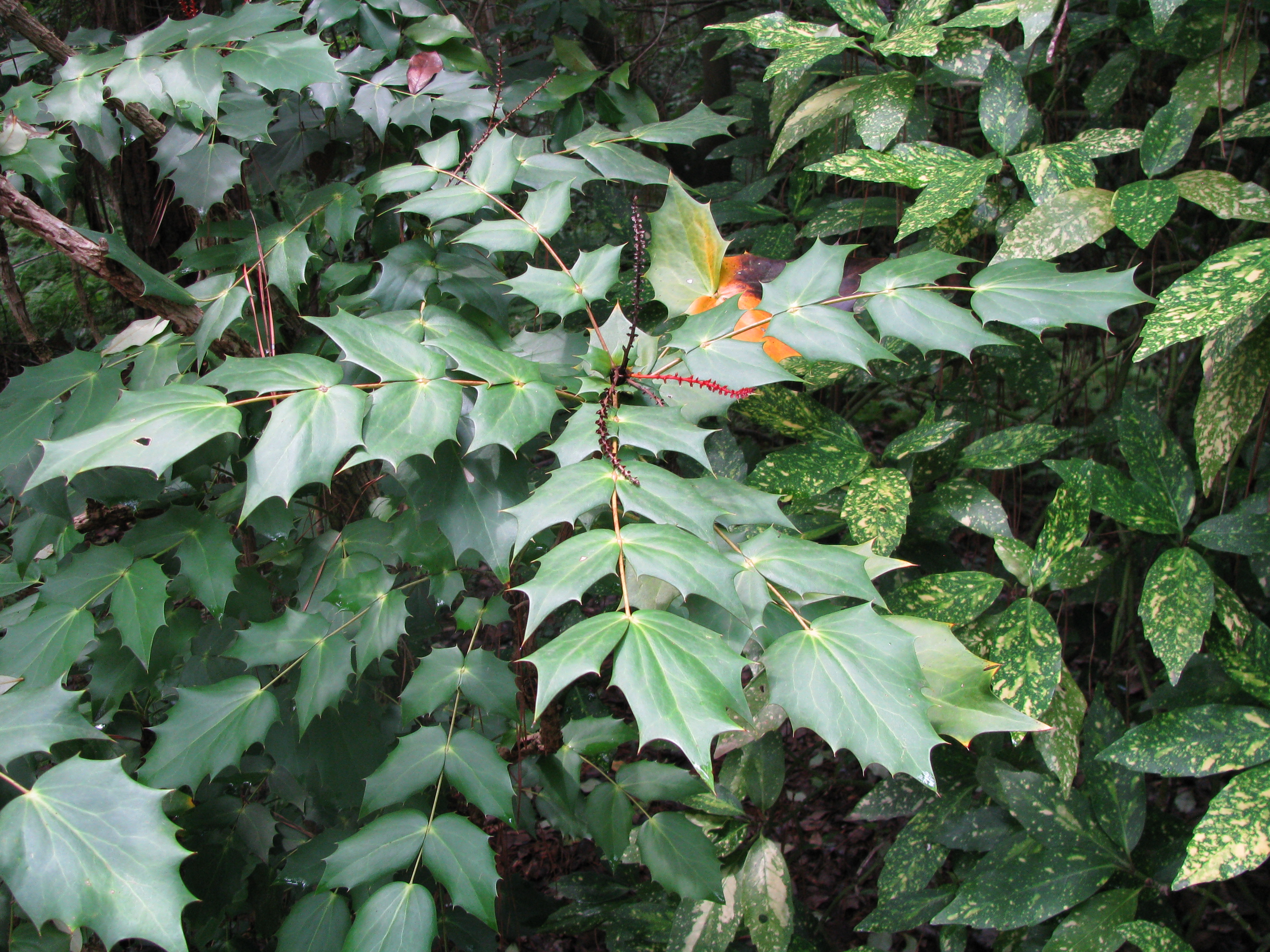
Mahónie Mahonia bealei

## Přehled rodů
Achlys, Berberis (včetně Mahonia a Odostemon), Bongardia, Caulophyllum, Epimedium, Gymnospermium, Jeffersonia, Leontice, Nandina, Plagiorhegma, Podophyllum (vč. Diphylleia, Dysosma a Sinopodophyllum), Ranzania, Vancouveria